# Уљанфредо ај Чери (Маса-Карара)
Уљанфредо ај Чери је насеље у Италији у округу Маса-Карара, региону Тоскана.
Према процени из 2011. у насељу је живело 6 становника. Насеље се налази на надморској висини од 626 м.